# 頰棘鮋屬
頰棘鮋屬（學名：Caracanthus）又名頭棘鮋屬，是鱸形目鮋科的其中一屬。

## 分布
本科魚類分布於印度太平洋區，包括東非、印度、日本、台灣、中國沿海、澳洲北部、印尼、菲律賓、密克羅尼西亞、馬紹爾群島、所羅門群島等海域。

## 特徵
本科魚體型圓形，非常側扁，頭長小魚頭高；口小且為端位。體表密被著垂直排列的粗糙小乳突；全身大多無鱗，僅在背鰭基底有2至4列的鱗；側線具管狀鱗。背鰭連續或有一缺刻；腹鰭小而不發達，有一硬棘，常具2小軟條。屬於小型魚類，最大體長約7公分。

## 分類
本屬過去曾獨自歸類為頰棘鮋科（Caracanthidae），後來并入鮋科成為其頰棘鮋亞科（Caracanthinae），包含四個物種，如下：
- 斑點頭棘鮋 Caracanthus maculatus：又稱斑點頰棘鮋。
- 馬達加斯加頰棘鮋 Caracanthus madagascariensis
- 真頰棘鮋 Caracanthus typicus：又稱真頭棘鮋。
- 單鰭頰棘鮋 Caracanthus unipinna：又稱橢圓頰棘鮋。